# Lissochlora pectinifera
Lissochlora pectinifera är en fjärilsart som beskrevs av Louis Beethoven Prout 1916. Lissochlora pectinifera ingår i släktet Lissochlora och familjen mätare. Inga underarter finns listade i Catalogue of Life.